# Игуман Клеопа (Илије)
Игуман Клеопа (Илије) (рум. Cleopa Ilie; 10. април 1912. – 2. децембар 1998.) био је игуман манастира Сихастрија и познати духовни представник Румунске православне цркве.

## Биографија
Отац Клеопа је рођен као Константин Илије у Сулижи, округ Ботошани, у породици сељака Александра Илије, као пето од десеторо деце. Основну школу је похађао у свом селу, а потом је био три године ученик код монаха Пајсија Оларуа, који је живео изоловано у манастиру Козанча, округ Ботошани.
Заједно са својим старијим братом Василејом, Клеопа се придружио заједници у испосници Сихастрије у децембру 1929. Војсци се придружио у граду Ботошани године 1935, али се годину дана касније вратио у испосницу, где је 2. августа 1937. помазан за монаха, узевши на крштењу име Клеопа („водич“). У јуну 1942. године постављен је за игуманског намесника због лошег здравља игумана Јоаникија Мороја.
За јерођакона рукоположен је 27. децембра 1944, а онда 23. јануара 1945. за јеромонаха од архиепископа Галактиона (Кордуна), тадашњег игумана манастира Њамц. Потом је званично постављен за игумана Испоснице Сихастрије.
Године 1947. испосница постаје манастир, а заменик архимандрита Клеопа Илие постаје архимандрит по одобрењу патријарха Никодима. Пошто га је 1948. тражила комунистичка тајна полиција, он је нестао у шуми око манастира и остао тамо шест месеци. За игумана манастира Слатина у округу Сучава постављен је 30. августа 1949. године, где се придружио 30 других монаха из заједнице манастира Сихастрија као резултат одлуке патријарха Јустинијана.
Ту је основао заједницу монаха са преко 80 људи. Између 1952. и 1954. поново га је прогонила Секуритатеa и заједно je са јеромонахом Арсенијем Папачоком побегао у Станишварске планине. После две године по налогу патријарха Јустинијана враћен је у манастир.
Године 1956. вратио се у манастир Сихастрију, где је био миропомазан, а у пролеће 1959. по трећи пут се повукао у планине Њамц, где је провео наредних пет година. Вратио се у Сихастрију у јесен 1964. године, као исповедник целе заједнице и наставио да даје духовне савете и монасима и народу наредне 34 године. Умро је 2. децембра 1998. у манастиру Сихастрија.

## Репутација
Био је снажан бранилац традиционалног православног начина живота и имао је снажан утицај на каснија дешавања у Румунској православној цркви. Садашњи патријарх Данијел је био један од његових ученика заједно са осталим садашњим епископима. Увек је био понизан и током живота доследно умањивао своја дела и патњу.
Тврдио је да је док је био повучен у планинама живео као краљ, иако су услови били изузетно тешки, оскудна храна и импровизовано склониште. Његово гледиште о важности екологије и одговорности човека да воли и подржава свет природе као створење Божије, прешло је дуг пут обезбеђујући учешће Румунске цркве у прихватању еколошких погледа.
Често су га тражиле за савет разне важне личности попут политичара и бизнисмена које је примао заједно са обичним народом. Проповедао је кротост и темељно разумевање Библије и Светог предања.
Управо захваљујући његовој кротости, упркос његовој огромној моћи утицаја на цркву, као и његовом огромном знању, постао је симбол црквеног препорода након Револуције 1989. године.

## Објављена дела
- Despre credința ortodoxă („О православној вери“, Букурешт, 1981., 280 стр., поново објављено 1985. године, затим у Галацу под насловом: Călăuza în credința ortodoxă, „Водич за православље“,1991., 276 стр.);
- Predici la praznice împărătești și sfinți de peste an („Проповеди о верским празницима и свецима током године“, Ed. Episcopiei Românului, 1986., 440 стр.);
- Predici la Duminicile de peste an (Проповеди недељом током године, Ed. Episcopiei Românului, 1990., 560 стр.);
- Valoarea sufletului (Вредност душе, Галац, 1991., 176 страница, поново објављено у Бакау, 1994., 238 стр.);
- Urcuș spre înviere (predici duhovnicești) („Успон ка васкрсењу (духовне беседе)“, Манастир Њамц, 1992., 416 стр.);
- Despre vise și vedenii („О сновима и визијама“, Букурешт, 1993., 270 стр.);
- Бројни чланци у различитим часописима и новинама, проповеди у рукописима

## Учења
- Старац Клеопа: Пут неба - Православна мисионарска школа при храму Светог Александра Невског, Београд; библиотека „Образ светачки“, 2001.
- Aрхимандрит Јоаникије Балан: Велики је Бог – Старац Клеопа. Православна мисионарска школа при храму Светог Александра Невског, Београд; библиотека „Образ светачки“, 2007.
- Старац Клеопа Деци. Čuvari, Beograd 2014.
- Старац Клеопа: Успон ка Васкрсењу – Како достићи Царство Небеско. Православна мисионарска школа при храму Светог Александра Невског, Београд; библиотека „Образ светачки“, 2015.